# Дом српске православне црквене општине Земун
Дом српске православне црквене општине Земун се налази у Земуну, у улици Светосавска 22. Представља непокретно културно добро као споменик културе.

## Опис
Зграда је саграђена 1909. године као Дом и школа српске православне општине, по плановима земунског архитекте Косте Атанацковића-Станишића. Лоцирана је на почетку блока између Бежанијске, Светосавске и Рајачићеве улице. Зграда је подигнута на месту где су биле Стара конфесионална школа из 18. века, прва основна школа при Богородичној цркви у Земуну која је основана 1822. године и некадашња гостионица „Код Кнеза Милоша“. Са друге, дворишне стране Дома, налази се порта Богородичне цркве у Земуну.
Зграда Српског дома и школе има подрум, приземље и спрат. Обликована је у духу неоромантизма са разуђеном фасадом. Нарочито је стилски богато обрађен завршни венац здања. Грађевина је сложеног садржаја, првенствено је пројектована као Дом црквене општине и основна школа, али има и трговинске локале и станове. У просторној композицији засеченим углом и акцентованим завршним венцем истакнута је свечана сала на углу Бежанијске и Светосавске улице. Дом представља једну од највећих грађевина свог времена у Старом језгру Земуна, једно је од ретких дела архитекте Атанацковића и сведочанство развијене традиције земунског основног школства.
После Другог светског рата у овој згради од 1969 до 2011. године је била смештена школа за децу ометену у развоју ОШ »Сава Јовановић Сирогојно«.

## Галерија
- Изглед из Светосавске улице
- Угао Рајачићеве и Светосавске улице
- Угао Бежанијске и Светосавске улице
- Детаљ улазна врата
- Детаљ прозори
- Фреска на фасади